# Greifswalder Landtag von 1806
Der Greifswalder Landtag von 1806 war ein feierlicher Akt zur Darstellung der Eingliederung Schwedisch-Pommerns in den schwedischen Staatsverband. Der Landtag, der vom 4. bis 18. August 1806 in Greifswald stattfand, war die erste und einzige Zusammenkunft der nach schwedischem Vorbild reorganisierten Landstände.

## Geschichte
Nach dem Westfälischen Frieden 1648 wurde das ehemalige Herzogtum Pommern zwischen dem Königreich Schweden und dem Kurfürstentum Brandenburg aufgeteilt. Dabei kamen Vorpommern und ein Streifen Land östlich von Oder und Dievenow als ewiges Reichslehen an Schweden. Schwedisch-Pommern blieb dabei Bestandteil des Heiligen Römischen Reiches. Der schwedische König, der, wie der brandenburgische Kurfürst, den Titel Herzog von Pommern trug, wurde deutscher Reichsfürst. Das bisherige Rechtssystem blieb weitgehend erhalten, mit dem wesentlichen Unterschied, dass die höchste Instanz nicht mehr das Reichskammergericht, sondern das Obertribunal Wismar war. Den Landständen und den Städten wurden ihre bisherigen Privilegien bestätigt. Diese Verhältnisse blieben bis zum Anfang des 19. Jahrhunderts erhalten, wobei Schweden zuletzt während des Großen Nordischen Kriegs größere Teile Vorpommerns an Preußen abtreten musste.

### Eingliederung Schwedisch-Pommerns in den schwedischen Staatsverband
Nach der Kaiserkrönung Napoleon Bonapartes 1804 begann der Zusammenbruch des Heiligen Römischen Reiches. Der schwedische König Gustav IV. Adolf setzte im Juni 1806 die Regierung Schwedisch-Pommerns ab, die sich zusammen mit den Landständen der vom König angeordneten Einführung einer Landwehr widersetzt hatte, und übertrug dem Generalgouverneur Hans Henrik von Essen die alleinige Regierungsgewalt. Der König hob am 26. Juni 1806 die pommersche Staatsverfassung auf und erklärte die Landstände sowie alle zugehörigen Einrichtungen und Verordnungen für aufgehoben. Stattdessen wurde die schwedische Staatsverfassung in der Regimentsform von 1772 und der Vereinigungs- und Sicherheitsakte von 1789 eingeführt. Die Patrimonialgerichtsbarkeit wurde zugunsten der schwedischen Gerichtsverfassung abgeschafft. Am 4. Juli 1806 erfolgte die Aufhebung der Leibeigenschaft in Schwedisch-Pommern.

### Landtag in Greifswald
In seinem Dekret vom 26. Juni 1806 hatte Gustav IV. Adolf angeordnet, dass für Angelegenheiten, die Schwedisch-Pommern allein beträfen, die Bevollmächtigten des Landes auf einem zu diesem Zweck einberufenen allgemeinen Landtag gehört werden sollten. Die Einberufung dieses ersten allgemeinen Landtags wurde am 18. Juli bekanntgemacht. Vorbild für den Landtag war der Schwedische Ständereichstag. Die zuvor aufgehobenen Landstände wurden dafür neu eingerichtet.
Am 3. August 1806 mussten die Abgeordneten beim Hofkanzler Zibet ihre Legitimationen einreichen. Am 4. August wurde die Eröffnung des Landtags erklärt und die Sprecher für die vier Stände wurden ernannt. An den beiden folgenden Tagen erfolgte die Überprüfung der Vollmachten, Registrierung und Beurkundung der Abgeordneten. Die erste Zusammenkunft fand am 7. August in einem Saal der Universität Greifswald mit einer Rede des Königs statt. Anschließend erfolgte ein Gottesdienst im Dom St. Nikolai. Nach vierzehn Tagen endete der Landtag auf die gleiche Weise.
Die Verhandlungssachen wurden durch den König vorgegeben, andere Themen wurden nicht zugelassen. Hauptgegenstand des Landtags waren die programmatische Thronrede des Königs, über die jedoch keine Verhandlung oder Beschlussfassung stattfand, und die Eidesleistung der Stände. Gustav IV. Adolf sah sich veranlasst, auf dem Landtag zu verkünden, dass die Angliederung an Schweden die Einheit der deutschen Nation nicht in Frage stellen würde. Verhandlungen erfolgten über den Ankauf von Grundstücken für die neuorganisierten Gerichte und Verwaltungen sowie die Neueinrichtung des Landkastens, dem Ausschuss der Stände, einschließlich der Wahl der Deputierten. Der Landkasten hatte nach schwedischem Vorbild den Zweck, die Landesschulden zu begleichen. Dabei stellte der Bauernstand am 8. August den Antrag, die auf 240.000 Taler belaufende pommersche Staatsschuld durch die Stände zu garantieren, zu verzinsen und zu amortisieren. Ritterschaft und Adel protestierten heftig dagegen, mussten jedoch um ihre Loyalität zu demonstrieren einer Bürgschaft durch die Stände zustimmen. Verzinsung und Tilgung wurden durch die Regierung übernommen.
Die Durchsetzung der eingeleiteten Veränderungen kam 1807 mit der Besetzung Schwedisch-Pommerns durch die Franzosen zum Erliegen. Es wurde kein weiterer Landtag einberufen. Nach dem Abzug der Franzosen 1810 wurden Teile der Veränderungen wieder außer Kraft gesetzt, eine neue Verfassung eingeführt. Auch diese konnte wegen des erneuten Einmarsches der Franzosen 1812 nur wenig bewirken.

## Zusammensetzung des Landtags
Wie in Schweden waren die Landstände in Ritterschaft und Adel, Priesterstand, Stadtbürger und Bauernstand gegliedert. Der König wählte für jeden Stand einen Sprecher aus, nur der Generalsuperintendent Gottlieb Schlegel war kraft seines Amtes zum Sprecher der Geistlichkeit vorbestimmt.
Der Ritterstand versammelte sich in einem Gebäude der Universität Greifswald. Wie das schwedische Ritterhaus waren Ritterstand und Adel in drei Klassen unterteilt. Landtagsberechtigt waren 130 adlige Familien, von denen 18 den Grafen und Freiherren als der ersten, 32 den nachweislich vor 1600 adligen Geschlechtern der zweiten und die übrigen Familien der dritten Klasse angehörten. Es hatte entweder das Familienoberhaupt, dessen ältester Sohn oder ein anderer gewählter Vertreter des Geschlechts zu erscheinen. Zum Landmarschall wurde Jakob Gustav De la Gardie (1768–1842) ernannt. Vorher hatte es in Pommern nur erbliche Landmarschallsämter gegeben.
Für den Priesterstand, der sich im Haus des Generalsuperintendenten versammelte, erschienen außer diesem jeweils zwei Pfarrer aus jeder der neun Propsteien. Sämtliche Pfarrer einer Propstei wählten die beiden Abgeordneten, die eine Vollmacht des Greifswalder Konsistoriums erhielten. Es gab damit erstmals seit über 100 Jahren wieder eine ständische Vertretung der Geistlichkeit in Schwedisch-Pommern.
Der dritte Stand, die Städte, hatte Mitglieder der Magistrate zu entsenden, wobei das eigentliche Auswahlverfahren freigestellt war. Die Abgeordneten erhielten eine Vollmacht ihres Bürgermeisters. Stralsund stellte drei, Barth, Greifswald und Wolgast stellten je zwei und Bergen, Damgarten, Franzburg, Garz, Grimmen, Gützkow, Lassan, Loitz, Richtenberg und Tribsees jeweils einen Vertreter. Zum Sprecher wurde der Stralsunder Bürgermeister David Lukas Kühl ernannt.
Der „ehrenwerte Bauernstand“ war nach der Aufhebung der Leibeigenschaft noch nicht vorhanden. Landbesitzende Bauern gab es nicht, daher wurden die Abgeordneten aus den Reihen der Pächter der Krongüter und der königlichen Pachtbauern bestimmt. In jedem Kirchspiel wurden zwei Bevollmächtigte gewählt, die vor einem Richter die Vertreter des jeweiligen Amtes wählte. Jedes der Ämter Bergen, Franzburg, Grimmen und Greifswald stellte acht Abgeordnete. Zum Sprecher wurde der Dominialpächter Carl Andreas Samuel Ascher aus Neuendorf bei Gützkow ernannt.